# James Bede

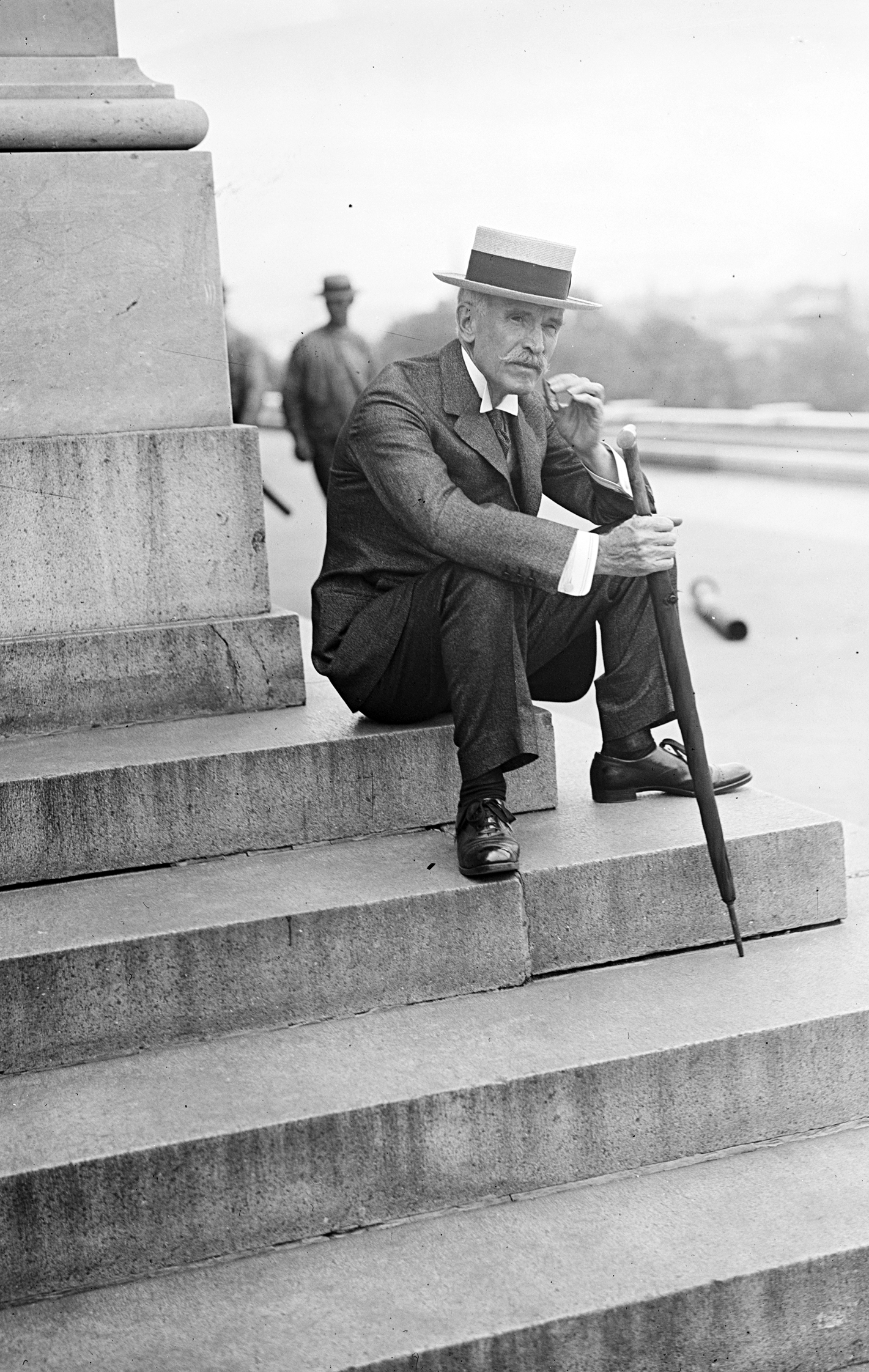
James Bede (1914)

James Adam Bede (* 13. Januar 1856 im North Eaton Township, Lorain County, Ohio; † 11. April 1942 in Duluth, Minnesota) war ein US-amerikanischer Politiker. Zwischen 1903 und 1909 vertrat er den Bundesstaat Minnesota im US-Repräsentantenhaus.

## Werdegang
James Bede besuchte die öffentlichen Schulen seiner Heimat und studierte danach am Oberlin College in Ohio sowie am Tabor College in Iowa. Danach absolvierte er eine Lehre im Druckereiwesen und studierte Jura. Bede hat aber nicht als Jurist gearbeitet. Nach dem Ende seiner Druckerlehre arbeitete er als Lehrer in Ohio und Arkansas. Schließlich wurde er als Journalist tätig. Er gab verschiedene Zeitungen und Zeitschriften heraus. Zwischen 1888 und 1891 war er Korrespondent einiger westlicher Zeitungen in der Bundeshauptstadt Washington. Anschließend ließ er sich in Pine City (Minnesota) nieder, wo er ebenfalls im Zeitungsgeschäft arbeitete. Im Jahr 1894 war er während eines Eisenbahnerstreiks US Marshal für Minnesota.
Politisch war Bede Mitglied der Republikanischen Partei an. Bei den Kongresswahlen des Jahres 1902 wurde er als Kandidat seiner Partei im damals neugeschaffenen achten Wahlbezirk von Minnesota in das US-Repräsentantenhaus in Washington gewählt. Dort trat er am 4. März 1903 sein neues Mandat an. Nach zwei Wiederwahlen konnte er bis zum 3. März 1909 drei Legislaturperioden im Kongress absolvieren. Im Jahr 1908 wurde er von seiner Partei nicht mehr für eine weitere Amtszeit nominiert.
Nach dem Ende seiner Zeit im US-Repräsentantenhaus kehrte Bede nach Pine City zurück, wo er seine früheren Tätigkeiten im Zeitungsgeschäft wieder aufnahm. Im Jahr 1927 zog er nach Duluth, wo er ebenfalls in dieser Branche arbeitete. Außerdem beteiligte er sich am Ausbau des Sankt-Lorenz-Seeweges. James Bede starb am 11. April 1942 in Duluth und wurde in Pine City beigesetzt.